# Delegati dal Connecticut al Congresso degli Stati Uniti d'America

Distretti dello stato del Connecticut dal 2023

Sin dall'ammissione all'Unione come stato, avvenuta nel 1788, il Connecticut è rappresentato al Congresso degli Stati Uniti da una delegazione al Senato e alla Camera dei rappresentanti. Ogni stato elegge due senatori con mandati di sei anni, a prescindere dalla popolazione dello stato; quelli del Connecticut appartengono alle classi 1 e 3. Elegge inoltre ogni due anni un numero di rappresentanti alla Camera in numero proporzionale alla popolazione; attualmente lo stato è rappresentato alla Camera da 5 delegati, eletti con il sistema first-past-the-post in distretti uninominali. Nel corso della sua esistenza come stato, il Connecticut ha visto la rappresentanza alla Camera variare da un minimo di 4 ad un massimo di 7 deputati; l'attuale numero di 5 è in vigore dal 2003, per effetto del censimento del 2000, confermato anche nel 2010 e 2020.

## Camera dei rappresentanti

### Delegati attuali
La delegazione dello stato del Connecticut alla camera dei rappresentanti ha un totale di 5 membri, tutti democratici.
| Distretto | Rappresentante | Partito     | CPVI (2025) | Inizio mandato | Mappa del distretto |
| --------- | -------------- | ----------- | ----------- | -------------- | ------------------- |
| 1°        | John B. Larson | Democratico | D+12        | 3 gennaio 1999 |                     |
| 2°        | Joe Courtney   | Democratico | D+4         | 3 gennaio 2007 |                     |
| 3°        | Rosa DeLauro   | Democratico | D+8         | 3 gennaio 1991 |                     |
| 4°        | Jim Himes      | Democratico | D+13        | 3 gennaio 2009 |                     |
| 5°        | Jahana Hayes   | Democratico | D+3         | 3 gennaio 2019 |                     |

## Senato degli Stati Uniti d'America
| Senatore                      | Congresso                     | Senatore                         |
| Classe 1                      | Congresso                     | Classe 3                         |
| ----------------------------- | ----------------------------- | -------------------------------- |
| Oliver Ellsworth (Pro-Amm)    | 1                             | William Samuel Johnson (Pro-Amm) |
| Oliver Ellsworth (Pro-Amm)    | 2                             | Roger Sherman (Pro-Amm)          |
| Oliver Ellsworth (Pro-Amm)    | 3                             | Roger Sherman (Pro-Amm)          |
| Oliver Ellsworth (Pro-Amm)    | Stephen Mix Mitchel (Pro-Amm) |                                  |
| Oliver Ellsworth (F)          | 4                             | Jonathan Trumbull, Jr. (F)       |
| James Hillhouse (F)           | 4                             | Uriah Tracy (F)                  |
| James Hillhouse (F)           | 5                             | Uriah Tracy (F)                  |
| James Hillhouse (F)           | 6                             | Uriah Tracy (F)                  |
| James Hillhouse (F)           | 7                             | Uriah Tracy (F)                  |
| James Hillhouse (F)           | 8                             | Uriah Tracy (F)                  |
| James Hillhouse (F)           | 9                             | Uriah Tracy (F)                  |
| James Hillhouse (F)           | 10                            | Uriah Tracy (F)                  |
| James Hillhouse (F)           | Chauncey Goodrich (F)         |                                  |
| James Hillhouse (F)           | 11                            |                                  |
| Samuel W. Dana (F)            |                               |                                  |
| 12                            |                               |                                  |
| 13                            |                               |                                  |
| 14                            | David Daggett (F)             |                                  |
| 15                            | David Daggett (F)             |                                  |
| 16                            | James Lanman (D-R)            |                                  |
| Elijah Boardman (D-R)         | James Lanman (D-R)            | 17                               |
| Elijah Boardman (D-R)         | James Lanman (D-R)            | 18                               |
| Henry W. Edwards (D-R)        | James Lanman (D-R)            |                                  |
| Henry W. Edwards (J)          | 19                            | Calvin Willey (Anti-J)           |
| Samuel A. Foot (Anti-J)       | 20                            | Calvin Willey (Anti-J)           |
| Samuel A. Foot (Anti-J)       | 21                            | Calvin Willey (Anti-J)           |
| Samuel A. Foot (Anti-J)       | 22                            | Gideon Tomlinson (Anti-J)        |
| Nathan Smith (Anti-J)         | 23                            | Gideon Tomlinson (Anti-J)        |
| Nathan Smith (Anti-J)         | 24                            | Gideon Tomlinson (Anti-J)        |
| John Milton Niles (J)         |                               | Gideon Tomlinson (Anti-J)        |
| John Milton Niles (D)         | 25                            | Perry Smith (D)                  |
| Thaddeus Betts (W)            | 26                            | Perry Smith (D)                  |
| Jabez W. Huntington (W)       | 26                            | Perry Smith (D)                  |
| 27                            |                               | Perry Smith (D)                  |
| 28                            | John Milton Niles (D)         |                                  |
| 29                            | John Milton Niles (D)         |                                  |
| 30                            | John Milton Niles (D)         |                                  |
| Roger Sherman Baldwin (W)     | John Milton Niles (D)         |                                  |
| 31                            | Truman Smith (W)              |                                  |
| Isaac Toucey (D)              | Truman Smith (W)              | 32                               |
| Isaac Toucey (D)              | Truman Smith (W)              | 33                               |
| Isaac Toucey (D)              | Francis Gillette (F-S)        |                                  |
| Isaac Toucey (D)              | 34                            | Lafayette S. Foster (R)          |
| James Dixon (R)               | 35                            | Lafayette S. Foster (R)          |
| James Dixon (R)               | 36                            | Lafayette S. Foster (R)          |
| James Dixon (R)               | 37                            | Lafayette S. Foster (R)          |
| James Dixon (R)               | 38                            | Lafayette S. Foster (R)          |
| James Dixon (R)               | 39                            | Lafayette S. Foster (R)          |
| James Dixon (R)               | 40                            | Orris S. Ferry (R)               |
| William Alfred Buckingham (R) | 41                            | Orris S. Ferry (R)               |
| William Alfred Buckingham (R) | 42                            | Orris S. Ferry (R)               |
| William Alfred Buckingham (R) | 43                            | Orris S. Ferry (R)               |
| William W. Eaton (D)          |                               | Orris S. Ferry (R)               |
| 44                            |                               | Orris S. Ferry (R)               |
| James E. English (D)          |                               |                                  |
| 45                            | William Henry Barnum (D)      |                                  |
| 46                            | Orville H. Platt (R)          |                                  |
| Joseph Roswell Hawley (R)     | Orville H. Platt (R)          | 47                               |
| Joseph Roswell Hawley (R)     | Orville H. Platt (R)          | 48                               |
| Joseph Roswell Hawley (R)     | Orville H. Platt (R)          | 49                               |
| Joseph Roswell Hawley (R)     | Orville H. Platt (R)          | 50                               |
| Joseph Roswell Hawley (R)     | Orville H. Platt (R)          | 51                               |
| Joseph Roswell Hawley (R)     | Orville H. Platt (R)          | 52                               |
| Joseph Roswell Hawley (R)     | Orville H. Platt (R)          | 53                               |
| Joseph Roswell Hawley (R)     | Orville H. Platt (R)          | 54                               |
| Joseph Roswell Hawley (R)     | Orville H. Platt (R)          | 55                               |
| Joseph Roswell Hawley (R)     | Orville H. Platt (R)          | 56                               |
| Joseph Roswell Hawley (R)     | Orville H. Platt (R)          | 57                               |
| Joseph Roswell Hawley (R)     | Orville H. Platt (R)          | 58                               |
| Morgan G. Bulkeley (R)        | Orville H. Platt (R)          | 59                               |
| Morgan G. Bulkeley (R)        | Frank B. Brandegee (R)        | 59                               |
| Morgan G. Bulkeley (R)        | 60                            |                                  |
| Morgan G. Bulkeley (R)        | 61                            |                                  |
| George P. McLean (R)          | 62                            |                                  |
| George P. McLean (R)          | 63                            |                                  |
| George P. McLean (R)          | 64                            |                                  |
| George P. McLean (R)          | 65                            |                                  |
| George P. McLean (R)          | 66                            |                                  |
| George P. McLean (R)          | 67                            |                                  |
| George P. McLean (R)          | 68                            |                                  |
| George P. McLean (R)          | Hiram Bingham III (R)         |                                  |
| George P. McLean (R)          | 69                            |                                  |
| George P. McLean (R)          | 70                            |                                  |
| Frederic C. Walcott (R)       | 71                            |                                  |
| Frederic C. Walcott (R)       | 72                            |                                  |
| Frederic C. Walcott (R)       | 73                            | Augustine Lonergan (D)           |
| Francis T. Maloney (D)        | 74                            | Augustine Lonergan (D)           |
| Francis T. Maloney (D)        | 75                            | Augustine Lonergan (D)           |
| Francis T. Maloney (D)        | 76                            | John A. Danaher (R)              |
| Francis T. Maloney (D)        | 77                            | John A. Danaher (R)              |
| Francis T. Maloney (D)        | 78                            | John A. Danaher (R)              |
| Francis T. Maloney (D)        | 79                            | Brien McMahon (D)                |
| Thomas C. Hart (R)            | 79                            | Brien McMahon (D)                |
| Raymond E. Baldwin (R)        | 79                            | Brien McMahon (D)                |
| 80                            |                               | Brien McMahon (D)                |
| 81                            |                               | Brien McMahon (D)                |
| William Benton (D)            |                               | Brien McMahon (D)                |
| 82                            |                               | Brien McMahon (D)                |
| William A. Purtell (R)        |                               |                                  |
| William A. Purtell (R)        | 83                            | Prescott Bush (R)                |
| William A. Purtell (R)        | 84                            | Prescott Bush (R)                |
| William A. Purtell (R)        | 85                            | Prescott Bush (R)                |
| Thomas J. Dodd (D)            | 86                            | Prescott Bush (R)                |
| Thomas J. Dodd (D)            | 87                            | Prescott Bush (R)                |
| Thomas J. Dodd (D)            | 88                            | Abraham Ribicoff (D)             |
| Thomas J. Dodd (D)            | 89                            | Abraham Ribicoff (D)             |
| Thomas J. Dodd (D)            | 90                            | Abraham Ribicoff (D)             |
| Thomas J. Dodd (D)            | 91                            | Abraham Ribicoff (D)             |
| Lowell Weicker (R)            | 92                            | Abraham Ribicoff (D)             |
| Lowell Weicker (R)            | 93                            | Abraham Ribicoff (D)             |
| Lowell Weicker (R)            | 94                            | Abraham Ribicoff (D)             |
| Lowell Weicker (R)            | 95                            | Abraham Ribicoff (D)             |
| Lowell Weicker (R)            | 96                            | Abraham Ribicoff (D)             |
| Lowell Weicker (R)            | 97                            | Chris Dodd (D)                   |
| Lowell Weicker (R)            | 98                            | Chris Dodd (D)                   |
| Lowell Weicker (R)            | 99                            | Chris Dodd (D)                   |
| Lowell Weicker (R)            | 100                           | Chris Dodd (D)                   |
| Joe Lieberman (D)             | 101                           | Chris Dodd (D)                   |
| Joe Lieberman (D)             | 102                           | Chris Dodd (D)                   |
| Joe Lieberman (D)             | 103                           | Chris Dodd (D)                   |
| Joe Lieberman (D)             | 104                           | Chris Dodd (D)                   |
| Joe Lieberman (D)             | 105                           | Chris Dodd (D)                   |
| Joe Lieberman (D)             | 106                           | Chris Dodd (D)                   |
| Joe Lieberman (D)             | 107                           | Chris Dodd (D)                   |
| Joe Lieberman (D)             | 108                           | Chris Dodd (D)                   |
| Joe Lieberman (D)             | 109                           | Chris Dodd (D)                   |
| Joe Lieberman (Ind-D)         | 110                           | Chris Dodd (D)                   |
| Joe Lieberman (Ind-D)         | 111                           | Chris Dodd (D)                   |
| Joe Lieberman (Ind-D)         | 112                           | Richard Blumenthal (D)           |
| Chris Murphy (D)              | 113                           | Richard Blumenthal (D)           |
| Chris Murphy (D)              | 114                           | Richard Blumenthal (D)           |
| Chris Murphy (D)              | 115                           | Richard Blumenthal (D)           |
| Chris Murphy (D)              | 116                           | Richard Blumenthal (D)           |
| Chris Murphy (D)              | 117                           | Richard Blumenthal (D)           |
| Chris Murphy (D)              | 118                           | Richard Blumenthal (D)           |
| Chris Murphy (D)              | 119                           | Richard Blumenthal (D)           |